# جوي لين وايت
جوي لين وايت (بالإنجليزية: Joy Lynn White)‏ هي مغنية وكاتبة غنائية أمريكية، ولدت في 24 يوليو 1961 في ميشاواكا في الولايات المتحدة.

## وصلات خارجية
- جوي لين وايت على موقع ميوزك برينز (الإنجليزية)
- جوي لين وايت على موقع ديسكوغز (الإنجليزية)